# Masaryk Circuit
Masaryk Circuit (cz. Masarykův okruh, inna nazwa Masarykring) – czeski tor wyścigowy położony w Brnie. Używany przed i po II wojnie, m.in. do organizacji Grand Prix Masaryka (tor o długości 31 km) i przedwojennego Grand Prix Czechosłowacji. Wykorzystywany głównie do wyścigów motorowych. 
W 1962 roku tor został skrócony 13,94 km. Obecny tor został zbudowany w drugiej połowie lat 80. XX wieku. Historyczne tor wiódł przez ulice w zachodniej części Brna i okolicznych wsi. Pierwszy wyścig Grand Prix (Czechosłowacji) odbył się w 1930 roku. 
Tor nosi imię pierwszego prezydenta Czechosłowacji, Tomáša Masaryka.
Na torze odbywają się m.in. wyścigi: Auto GP, European Touring Car Cup, World Superbike, MotoGP.

## Dane toru
- Długość: 5403 m
- Szerokość: 15 m
- Zakręty: 14
- Różnica w wysokości: 74 m
- Pojemność toru: 55 motocykli i 40 samochodów